# Stu Cook
Stu Cook, rodným jménem Stuart Alden Cook (* 25. dubna 1945 Stanton, Kalifornie), je americký hráč na baskytaru, člen skupiny Creedence Clearwater Revival.
Cook navštěvoval Kalifornskou státní Universitu v Long Beach. Nejdříve hrál ve skupině The Blue Velvets, kterou tvořili John Fogerty, Tom Fogerty a Doug Clifford a v letech 1961–1962 vydali tři SP u firmy Orchestra Records[zdroj?]. V polovině 60. let změnili název na The Golliwogs, ale skupina zůstávala stále nepopulární. V roce 1968 se skupina přejmenovala na Creedence Clearwater Revival. Poté, co se skupina CCR rozpadla, Cook a bývalý bubeník CCR Doug Clifford, vstoupili do skupiny Dona Harrisona (Don Harrison Band). Cook později v roce 1971 hrál ve skupině Rokyho Ericksona (Roky Eriksson and the Aliens) a v roce 1986 v country-rockové skupině Southern Pacific, kde nahradil Jerryho Scheffa. Cook zůstal v Southern Pacific až do jejich rozpadu v roce 1991.
Cook a Doug Clifford (též bývalý člen Creedence Clearwater Revival), spolu založili v roce 1995 skupinu Creedence Clearwater Revisited.